# امبريزال
امبريزال (بالإندونيسية: Ambrizal)‏ (1 فبراير 1981 في إندونيسيا - ) هو لاعب كرة قدم إندونيسي في مركز الدفاع. شارك مع منتخب إندونيسيا لكرة القدم. أما مع النوادي، فقد لعب مع برسيجا جاكارتا ونادي سريويجايا ونادي سيمين بادانغ وPSPS Pekanbaru ‏ وبيرسيبايا سورابايا وGresik United F.C. ‏.

## روابط خارجية
- امبريزال على موقع الاتحاد الدولي (مؤرشف)  (الإنجليزية)
- امبريزال على موقع قاعدة بيانات كرة القدم.إي يو (الإنجليزية)
- امبريزال على موقع Soccerway.com (الإنجليزية)